# Sergio Jáuregui
Sergio Antonio Jáuregui Landívar (Santa Cruz de la Sierra, 13 marzo 1985) è un calciatore boliviano, difensore del San José.

## Caratteristiche tecniche
Gioca come difensore centrale.

## Carriera

### Club
Jáuregui esordì in prima divisione boliviana nel corso della stagione 2002: la sua prima squadra fu il Blooming, società con sede nella sua natia Santa Cruz. Con il club bianco-blu giocò quattro campionati, registrando 85 presenze. Nella seconda parte del 2005 venne ceduto in prestito all'Yverdon, in Svizzera: alla sua prima esperienza fuori dai confini nazionali boliviani, Jáuregui giocò tre partite in massima serie elvetica, debuttando il 16 luglio sotto la guida del tecnico Roberto Morinini. Tornato in patria, giocò alcuni incontri della stagione 2006 con il The Strongest di La Paz; nel medesimo periodo debuttò in Coppa Libertadores. Nel campionato 2007 fu richiamato nella rosa del Blooming; venne nuovamente selezionato per essere titolare. Nel 2009 un'aggressione ai danni del giocatore dell'Oriente Petrolero Leonardo Medina gli costò una squalifica di nove mesi. Nel 2011 ha firmato per il San José di Oruro.

### Nazionale
Con la selezione Under-20 ha disputato il Campionato sudamericano 2003, disputando quattro incontri e segnando una autorete contro l'Ecuador. Debuttò in Nazionale maggiore il 1º giugno 2004, in occasione dell'incontro di La Paz con il Paraguay, valido per le qualificazioni al campionato del mondo 2006, subentrando al 46º minuto a Rubén Tufiño. Nel 2004 venne incluso nella lista per la Copa América. Esordì nella competizione il 6 luglio contro il Perù, giocando da titolare tutti e 90 i minuti. Il 9 luglio contro la Colombia scese di nuovo in campo, venendo ammonito, mentre il 12 luglio fu schierato contro la Venezuela.

## Palmarès

### Club

#### Competizioni nazionali
- Campionato boliviano: 2

Blooming: Apertura 2005, Clausura 2009